# Skivarp
Skivarp è un'area urbana della Svezia situata nel comune di Skurup, contea di Scania.
La popolazione rilevata nel censimento 2010 era di 1 257 abitanti .